# 52 (číslo)
Padesát dva je přirozené číslo. Následuje po číslu padesát jedna a předchází číslu padesát tři. Řadová číslovka je padesátý druhý nebo dvaapadesátý. Římskými číslicemi se zapisuje LII.

## Chemie
- 52 je atomové číslo telluru

## Ostatní
- Messier 52 je název hvězdokupy
- přibližný počet týdnů v roce (52 týdnů je 364 dnů)
- počet bílých kláves na klavíru
- počet karet v klasickém balíku
- +52 je mezinárodní telefonní předvolba Mexika

## Roky
- 52
- 52 př. n. l.
- 1952